# Westdeutscher Rundfunk
A Westdeutscher Rundfunk (magyarul: Nyugatnémet Rádió és Televízió, rövidítése: WDR) Észak-Rajna-Vesztfália tartomány regionális közszolgálati médiuma melynek központja Kölnben található. A médium a regionális közszolgálati médiumokat tömörítő ARD tagja, egyben a legnépesebb tartomány közmédiuma. 1956-ban hozták létre a társaságot, melynek működését 1985 óta a WDR-törvény szabályozza.

## WDR műsorai

### Das Erste
A WDR számos televíziós műsort gyárt a Das Erste országos csatornának, mint: Monitor (politikai műsor), Die Sendung mit der Maus (ismeretterjesztő műsor gyerekeknek), Sportschau (sportműsor), ARD-Morgenmagazin (ARD reggeli műsora) emellett olyan szappanoperákat gyártanak mint a Verbotene Liebe vagy a Lindenstraße, amiket a WDR kölni stúdióiban forgattak.

### Televízió
A WDR Fernsehen televíziós csatorna az úgynevezett hármas program (drittes Fernsehprogramm), amely Németországban mindig a regionális csatorna helyét jelenti. A televízió 2004 és 2007 között szüntette be az analóg sugárzást és áttért a DVB-T sugárzásra.

### Rádió
- 1 Live – 14-39 év közötti fiataloknak szóló műsor
- WDR 2 – Híradások, 25–59 év közötti célcsoport, erős regionalizmus
- WDR 3 – Kulturális adó, nagyrészt klasszikus zenei és jazz műsorok, reklámmentes
- WDR 4 – Régi és mai slágerek, reklámmentes
- WDR 5 – Oktató és ismeretterjesztő rádió, reklámmentes
- COSMO – „Global Sounds Radio“, napközben németül, esti műsorsávban 14 nyelvű műsorkínálattal rendelkezik

## Stúdiói

### Fő stúdiói
- Köln: A WDR-nek számos stúdiója található Észak-Rajna-Vesztfáliában, azonban a legnagyobb stúdió Kölnben van, ahol rádiós és televíziós műsorok is készülnek. A stúdiók a tartományi kormányzati negyedben találhatók. A WDR Aktuelle, Aktuelle Stunde és a Westpol című hír illetve aktuális és politikai műsorok itt készülnek a WDR Fernsehen regionális televíziónak.
- Dortmund: Dortmundban levő stúdióban készülnek a WDR 2 és a WDR 4 rádiók műsorai, emellett a Planet Wissen tudományos, Der geschenkte Tag szórakoztató és a Das Wort zum Sonntag vallási televíziós műsorok is itt készülnek.

### Egyéb stúdiók

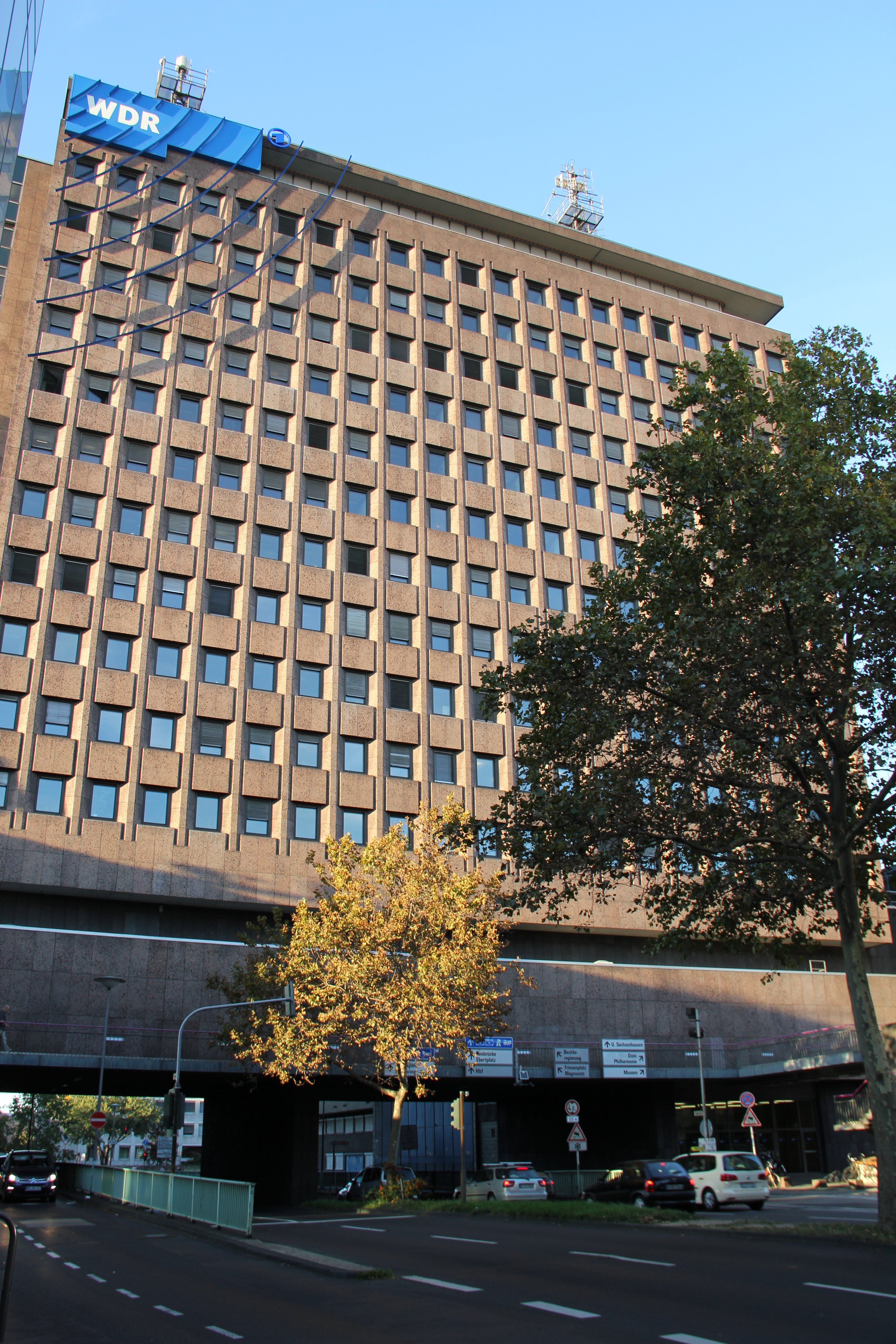
A WDR kölni székháza a stúdiókkal
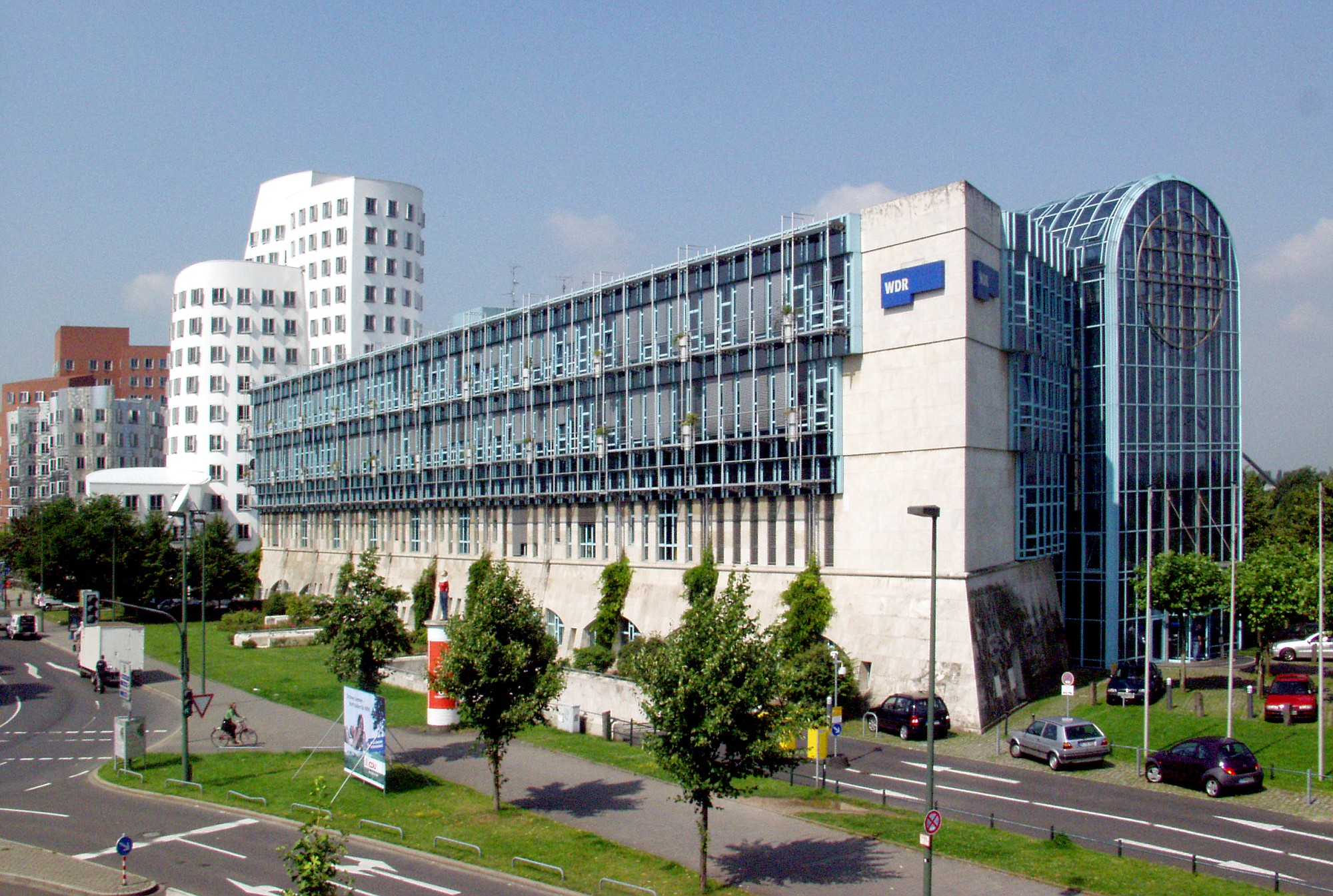
WDR düsseldorfi stúdiói
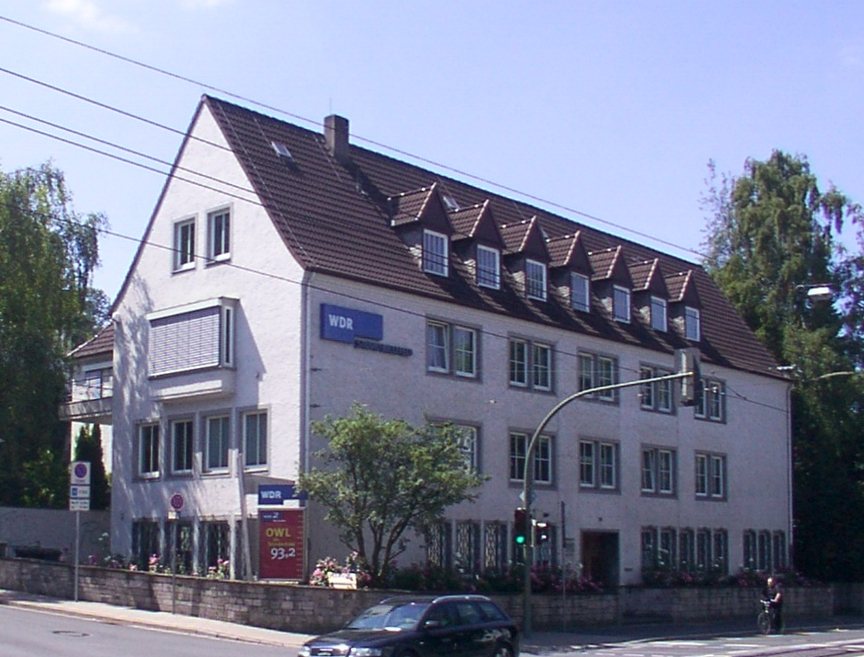
WDR bielefeldi stúdiói
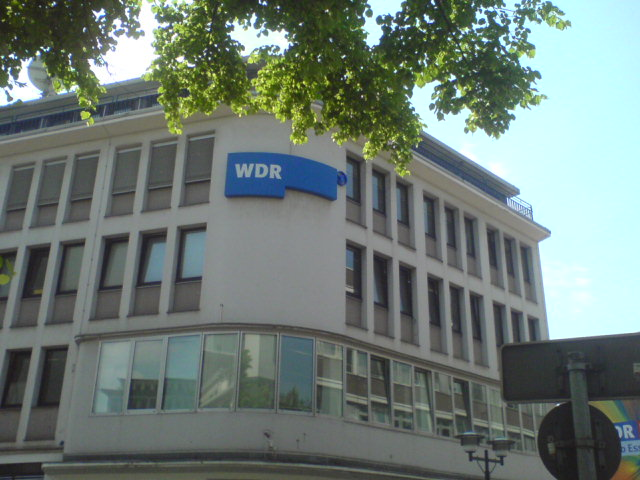
WDR esseni stúdiói

- Aachen
- Bielefeld
- Bonn
- Duisburg
- Essen
- Münster
- Siegen
- Wuppertal

## Logók

Logó 1989-2013
Logó 2012 óta
WDR Fernsehen logója